# Jaterní cirhóza

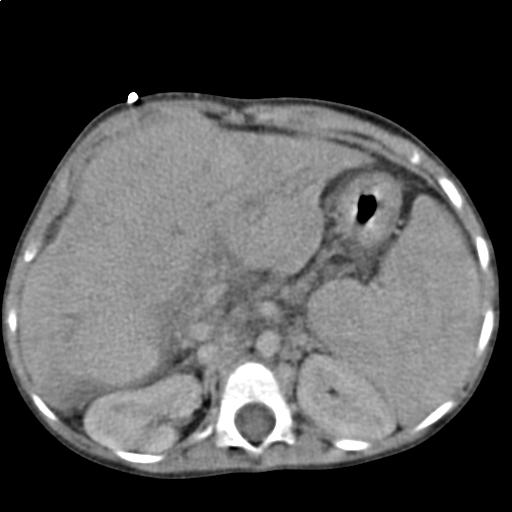
CT cirhózy jater

Jaterní cirhóza či cirhóza je chronické jaterní onemocnění, při kterém postupně dochází k přestavbě jaterní tkáně a cévního řečiště jater. Jedná se o chronický proces, při kterém dochází k nekróze jater a následně ke zvýšené tvorbě vaziva (fibrotizace) a k uzlovité přestavbě jaterních buněk. Toto onemocnění je v České republice rozšířené a stále ho přibývá. Cirhotici umírají v průměru o deset let dříve, než je celkový věkový průměr, ženy ještě mnohem dříve.
Při vzniku jaterní cirhózy se uplatňují nejrůznější vlivy. V ČR jsou nejčastějšími příčinami virové infekce jater a nadměrné užívání alkoholu. K jaterní cirhóze může vést také obstrukce žlučových cest (biliární cirhóza) a chronické srdeční městnání (kardiální cirhóza).
Příčinou úmrtí cirhotiků jsou častěji následné komplikace onemocnění než vlastní poškození jater. Jedná se především o krvácení z jícnových varixů, hepatocelulární karcinom, zánětlivé komplikace (hlavně plicní) a selhání ledvin.

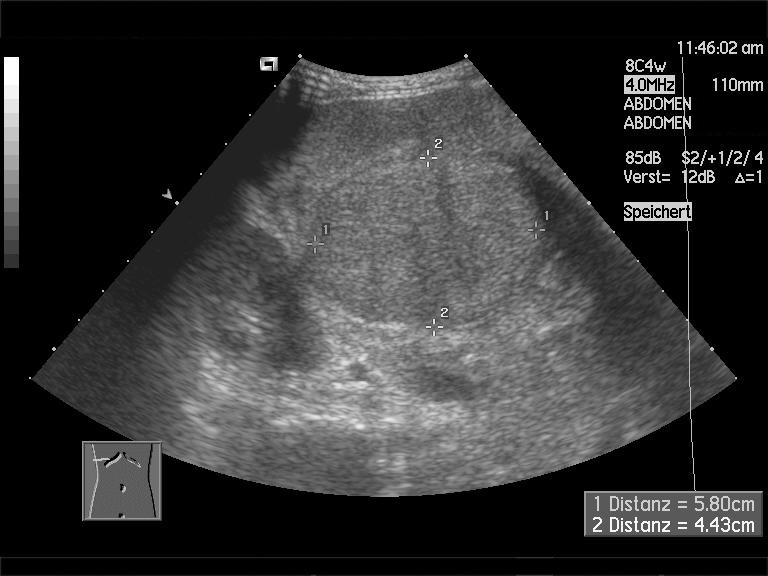
Ultrazvukový snímek cirhózy jater u tříletého dítěte

## Příčiny
V České republice jsou vedoucími příčinami nadměrná konzumace alkoholu a chronické virové hepatitidy typu B a C. Celosvětově jsou na prvních místech hepatitida B (asi 30 %), hepatitida C (27 %) a alkohol (odhadem asi 20 % případů).
- nadměrné požívání alkoholu – doba a množství alkoholu nutné ke vzniku cirhozy jsou velmi individuální. Za nebezpečnou u mužů je považována konzumace více než 60 g denně, u žen již 20 g denně.[2] Často se kombinuje samotné toxické působení alkoholu s poruchami výživy.
- nealkoholická steatóza jater – postižení jater u nemocných s obezitou, poruchami metabolizmu tuků a bílkovin, vzácněji u nemocných po operacích vyřazujících část tenkého střeva, s dlouhodobou nitrožilní výživou nebo vzácně u osob užívajících některé léky (např. metydopa, amiodaron, blokátory kalciových kanálů, estrogeny). Tyto vedou ke střádání tuků v jaterních buňkách, u menší části nemocných se rozvíjí chronický zánět, který během let vede ke změnám podobným jako u chronického požívání alkoholu. [3]
- chronické virové hepatitidy typu B a C – jsou celosvětově nejčastějšími příčinami cirhózy, zvláště v rozvojových zemích. Cirhóza se rozvíjí u 20–30 % jedinců během několika desetiletí trvání hepatitidy C.
- autoimunitní hepatitida – porucha imunity vede k chronickému poškozování jater, zánětu a jizvení, které vyústí do cirhózy.
- primární biliární cirhóza – autoimunitní onemocnění spojené s poškozováním malých žlučových cest, jejich zánikem, městnáním žluči a následným poškozením jater, které vyústí až do cirhózy.
- primární sklerozující cholangitida – chronický autoimunitní zánět větších žlučových cest (buď uvnitř jater – intrahepatální cesty nebo žlučovodu odvádějícího žluč z jater do dvanáctníku – extrahepatální cesty), vede k městnání žluči a následné přestavbě jater. Většina nemocných má současně postižení střeva nespecifickým střevním zánětem.
- sekundární biliární cirhóza – druhotná přestavba jater u nemocných s dlouhodobě nedostatečně průchodným žlučovodem a městnáním žluči.
- kardiální cirhóza – vzniká u nemocných s chronickým pravostranným srdečním selháním či konstriktivní perikarditidou v důsledku výrazného dlouhodobého překrvení jater.
- hereditární hemochromatóza – vrozené onemocnění spojené s nadměrným střádáním železa, především v játrech, které zde působí toxicky.
- Wilsonova nemoc – vzácná vrozená porucha metabolizmu mědi.
- deficit alfa 1-antitrypsinu – vrozená porucha s nízkou hladinou bílkoviny alfa 1-antitrypsin, může se projevit postižením plic, jater, slinivky břišní.
- cystická fibróza
- vzácné metabolické nemoci – některé typy porfyrie, glykogenóz, galaktosemie
- vzácněji toxické poškození jater (jinou látkou než alkoholem)

## Klinický obraz
Podle charakteru příznaků rozlišujeme kompenzovanou a dekompenzovanou formu jaterní cirhózy.
Kompenzovaná cirhóza svými projevy připomíná chronický zánět jater. Nemocní si stěžují na nespecifické příznaky, jako například pocity plnosti po jídle, změny stolice, lehké otoky v oblasti kotníků a noční močení. U žen se mohou objevit poruchy menstruačního cyklu ve smyslu vynechání menstruace, nebo úplného vymizení. Lékařské vyšetření prokáže zvětšení jater a postupně také zvětšení sleziny. Onemocnění pozvolna přechází ve fázi dekompenzace.
Dekompenzovaná cirhóza má poměrně pestré projevy. Někdy převažují projevy poškození jaterní tkáně (ikterus, krvácivé projevy, hypoalbuminémie se zadržováním tekutin, ascitem a otoky), jindy naopak projevy poškození cévního řečiště (ascites, jícnové varixy, portosystémová encefalopatie). Nemocní si stěžují na nepřekonatelnou únavu, slabost, vyčerpanost, nechutenství, úbytek svalové hmoty, zvětšování břicha a otoky. U žen jsou časté poruchy menstruačního cyklu, muži si stěžují na pokles libida a potence. Časté jsou bolesti kloubů a páteře.
Typický cirhotik mívá velké břicho, tenké končetiny, vypadá unaveně a má zpomalené reakce. Jeho kůže je bledá až ikterická s četnými pavoučkovými névy. Rty a jazyk jsou červené („lakované“), na dlaních bývá erytém. Typické jsou projevy sklonu ke zvýšené krvácivosti (hemoragické diatézy) – petechie (drobné tečkovité krvácení do kůže či sliznic), podlitin, krvácení z dásní, nosu atp. U mužů mizí ochlupení hrudníku, často se objevuje gynekomastie a může dojít až k atrofii varlat. Na břišní stěně jsou zvýrazněné cévy, jako důsledek vzniku kolaterálního oběhu. Břišní stěna je ochablá, a proto se snadno tvoří kýly. Játra jsou zvětšená, na pohmat tuhá s ostrým okrajem. Postupně se zvětšuje také slezina. Objevují se otoky dolních končetin různého rozsahu.
Jaterní cirhóza může také probíhat zcela bezpříznakově – odhaduje se, že až ve 20 % případů. Pak bývá diagnostikována náhodně během jiného vyšetření, nebo až posmrtně.

## Diagnostika

Mapa výskytu cirhózy ve světě (na 100 000 obyvatel), dle.

Základem diagnostiky je podrobná anamnéza, objektivní vyšetření a výsledky biochemických vyšetření. Dále se běžně provádí sonografické vyšetření jater a dopplerovské sonografické vyšetření jaterních cév. Pokud je potřeba objasnit příčinu cirhózy, nebo určit její staging a grading, provádí se perkutánní jaterní biopsie, popřípadě transjugulární biopsie. U každého nemocného je třeba vyšetřit jícen a žaludek k průkazu varixů.

## Komplikace
K nejdůležitějším komplikacím patří portální hypertenze – (zvýšený tlak v jaterní žíle) a její důsledky. Rozšíření cév v jícnu vede při jejich prasknutí k rychlému vykrvácení. Dále se může se rozvinout jaterní encefalopatie (poškození mozku), rakovina jater, větší náchylnost k infekcím (zejm. plicním), choroby trávicího ústrojí (žaludeční a dvanácterníkový vřed) a selhání ledvin.
Důsledky portální hypertenze:
- kolaterální oběh – jícnové a žaludeční varixy
- zvětšená slezina
- ascites
- selhání ledvin
- cukrovka. Až 96 % pacientů s cirhózou má porušenou glukózovou toleranci a až jedna třetina plně vyjádřený diabetes.[5]

U cirhotiků je naopak nižší výskyt srdečního infarktu a aterosklerózy.

## Léčba a prevence
Příčinu onemocnění lze obvykle léčit jen stěží. Důležitá je životospráva, dieta a abstinence od alkoholu. V pokročilých stádiích lze zvážit možnost transplantace jater.
Mezi preventivní opatření patří omezení užívání alkoholu a očkování proti viru žloutenky typu A a B.

## Etymologie
Z řeckého kirrhos nažloutlý – týká se žloutenky při finálních stadiích cirhózy; na žluté barvě se může podílet zmnožení tuku a žlučová barviva v krvi.